# Panzerlied
Panzerlied – pieśń niemieckich czołgistów, jedna z najbardziej znanych piosenek marszowych wojsk pancernych Wehrmachtu, z późniejszymi zmianami, popularna również obecnie w kulturze masowej.
Pierwowzór pieśni został skomponowany w czerwcu 1933 roku przez porucznika Kurta Wiehle.
Wiehle zaadaptował do swego utworu melodię pochodzącą z dziewiętnastowiecznej ludowej piosenki marynarskiej Luiska, pisząc tekst bardziej odpowiedni do charakteru wojsk pancernych.
„Panzerlied”, śpiewana w języku niemieckim zyskała rozgłos dzięki wykorzystaniu w 1965 roku w filmie wojennym Kena Annakina „Battle of the Bulge”  opowiadającym o walkach w Ardenach.
Piosenka jest nadal wykonywana w wojskach Bundeswehry, w armii austriackiej Bundesheer oraz podczas parad chilijskiego wojska. Jest jednym z utworów marszowych wojsk Korei Południowej śpiewanych w języku koreańskim i innych jednostek zmotoryzowanych. Melodia cieszy się również popularnością wśród  żołnierzy armii amerykańskiej, linię melodyczną wykorzystała również francuska Legia Cudzoziemska  w utworze „Képi Blanc”.
Pierwsza zwrotka brzmi:
Ob's stürmt oder schneit,

Ob die Sonne uns lacht,

Der Tag glühend heiß,

Oder eiskalt die Nacht. 

Verstaubt sind die Gesichter,

Doch froh ist unser Sinn,

Ja unser Sinn;

Es braust unser Panzer

Im Sturmwind dahin!